# 清見
清見（きよみ）はミカン科ミカン属の常緑小高木で、柑橘類の一種である。温州ミカン（宮川早生）と外国産のトロビタオレンジを交配させたもので、日本で育成・公表された最初のタンゴールである。品種名の「清見」は、育成地（静岡市清水区）にある清見潟（きよみがた）・清見寺（せいけんじ）に由来する。所によっては「清見タンゴール」と呼ばれることもある。

## 特徴
果実の諸特性は概ね温州ミカンとスイートオレンジの中間である。形は扁球形で平均200g程度、果皮は濃橙色で肉質は柔らかく、また果汁は多い。皮を剥くのは温州ミカンよりやや難しい。果汁の糖度は11度から12度でそれほど高くないが、成熟期のクエン酸含有量は1％程度でオレンジの香りがして、食味は良好である。主産地は愛媛県、和歌山県、佐賀県、広島県、成熟期は3月である。
樹体の耐寒性は強い方で、かいよう病にはかなり強く、そうか病にも抵抗性を有する。
ビタミンCが多く、ビタミンA、Eも含み、また食物繊維も豊富である。抗酸化作用、発ガン抑制作用などがあるとされる食物機能性成分のβ-クリプトキサンチンを多く含むことも明らかになっている。

## 来歴
日本における組織的な柑橘育種は、1937年に静岡市清水区興津にある農研機構（旧園芸試験場）で開始され、第2次大戦後さらに活発に行われた。柑橘育種を進める上での障害として、播種から初めて開花するまでの期間が長いこと（通常8年から12年）、多胚性の品種が多く、種子親に使用した場合に雑種獲得率が低いこと、諸形質の遺伝様式の解明が難しいことなどがあり、効率的な育種が困難であった。そこで育種手法としては交雑育種とともに、温州ミカンをはじめとする多胚性柑橘の珠心胚実生に現れる変異の選抜が行われた。
交雑育種では、特に温州ミカンの持つ栽培のしやすさ（樹体の耐寒性、豊産性、かいよう病抵抗性）や食べやすさ（剥皮性、無核性、肉質）にスイートオレンジの香りを併せ持つタンゴール、並びにグレープフルーツやブンタン類の大果性と肉質を兼ね備えたタンゼロの育成と、夏ミカン、ハッサク、イヨカン、ヒュウガナツ等の中生・晩生柑橘を親に用いた中生・晩生の新品種育成をねらいとした交配が多数行われた。初期の交雑育種からは「清見」、「スイートスプリング」等が育成され、珠心胚実生の選抜からは温州ミカンの「興津早生」、「三保早生」等が育成された。
「清見」は1949年にタンゴールの育成を目標として、早生温州の代表的な品種「宮川早生」に、スイートオレンジの中では比較的早熟の「トロビタ」オレンジの花粉を交配し育成した品種であり、「宮川早生」を種子親に用いたのは温州ミカンの改良を目的として珠心胚実生の育成を兼ねたためであった。1974年から12県の公設試験研究機関で系統適応性検定試験及び耐病性についての特性検定試験が実施された結果、優れたタンゴールであると認められ、1979年に「清見」と命名、「タンゴール農林１号」として登録された。日本で育成・公表された最初のタンゴールであり、その交配から命名登録までには実に31年間を要した。これほどの長期間を要したのは、広域の普及性について検討が続けられたためであった。
「清見」の品種名は育成地（静岡市清水区）の近くに清見寺（せいけんじ）があり、その前面の海岸は清見潟（きよみがた）と呼ばれる名勝であることに因んだものである。

## 収穫量
日本における収穫量は、2005年が20,778 トン、2010年が17,692 トンであり、その内訳は、愛媛県45%、和歌山県32%、佐賀県・広島県がそれぞれ5%である。

## 枝変わり
星タンゴール（サマー清見）主に愛媛県で生産される清見の枝変わり。果皮は黄色。清見よりも糖度が高く酸が低いので、爽やかな味わいとなる。

## 育種親としての利用
「清見」は、雄性不稔性を持っており、また柑橘類の中で数少ない単胚性（一つの種から一個体繁殖する）であるため、雑種の獲得が容易であり、命名登録前の1960年代後半から育種親として多用されていた。「清見」を育種親等とする品種には以下のものがある。
- 「シラヌヒ」－「清見」×「ポンカン」
- 「清峰」－「清見」×「ミネオラ」
- 「南風」－「清見」×「フェアチャイルド」
- 「津之香」－「清見」×「興津早生」
- 「春峰」－「清見」×「水晶文旦」
- 「キヨマー」－「清見」×「マーコット」
- 「天草」－「清見」×「興津早生」×「ページ」
- 「清の香」－「清見」×「キノー」
- 「陽香」－「清見」×「中野３号ポンカン」
「シラヌヒ」と比較して、果実の形が扁平であること、果皮が濃橙色であること，果面が滑らかであること等で区別性が認められる。
- 「佐藤の香」－「清見」×「マーコット」
- 「朱見」－「清見」×「セミノール」
- 「はるみ」－「清見」×「ポンカンF-2432」
- 「あまか」－「清見」×「アンコール」
- 「西之香」－「清見」×「トロビタオレンジ」
- 「師恩の恵」－「清見」×「ミネオラ」
「清見」と比較すると翼葉の形が楔形であること、成熟期が早いことで区別性が認められ、「清峰」と比較して、翼葉の形が楔形であること、皮がむき易いこと等で区別性が認められる。
- 「せとか」－「清見」×「アンコール」×「マーコット」
- 「せとみ」－「清見」×「吉浦ポンカン」
「シラヌヒ」と比較すると、果梗部が切平面であることや果皮が濃橙色であること等で区別性が認められる。
- 「はれひめ」－「清見」×「オセオラ」×「宮川早生」
- 「広島果研11号」－「清見」×「サザンレッド」
- 「麗紅」－「清見」×「アンコール」×「マーコット」
「せとか」や「マーコット」と比較すると、果心が大きいこと、成熟期が早いこと等で区別性が認められる。
- 「たまみ」－「清見」×「ウイルキング」
- 「かんきつ中間母本農8号」－「清見」×「H・FD-1」
- 「あまぽん」－「清見」×「早香」
- 「媛小春」－「清見」×「黄金柑」
- 「果のしずく」－「清見」×「早香」
- 「みえ紀南4号」－「清見」×「春光柑」